# Phạm Nguyên Cẩn
Phạm Nguyên Cẩn (1947 - 2012) là họa sĩ thiết kế điện ảnh người Việt Nam. Ông từng hai lần giành giải Thiết kế mỹ thuật xuất sắc của Liên hoan phim Việt Nam vơi hai bộ phim điện ảnh Chiếc vòng bạc và Chiếc chìa khóa vàng.

## Tiểu sử
Phạm Nguyên Cẩn sinh ngày 2 tháng 5 năm 1947, quê quán Cẩm Giang, huyện Cẩm Giàng, tỉnh Hải Dương.
Trong thời gian nhập ngũ, ông bị thương trong một đánh tại xã Hòa Khánh, huyện Đức Hòa, tỉnh Long An và được đưa về tuyến sau để điều trị. Sau khi bình phục, ông được chuyển sang Ban tuyên huấn thuộc phòng Chính trị với vai trò họa sĩ cho báo Văn nghệ Quân giải phóng tỉnh Long An.
Sau năm 1975, Phạm Nguyên Cẩn được kết nạp vào Hội Mỹ thuật Việt Nam ngay trong đợt đầu tiên của phía Nam, ông được cử theo học khóa Thiết kế mỹ thuật điện ảnh đầu tiên của Trường Đại học Mỹ thuật Thành phố Hồ Chí Minh. Ông tốt nghiệp năm 1981 và về làm việc tại Xí nghiệp phim Tổng hợp Thành phố Hồ Chí Minh, bộ phim điện ảnh đầu tay mà ông tham gia là Tiếng đàn của đạo diễn Bùi Sơn Duân sản xuất cùng năm. Phạm Nguyên Cẩn được nhà nước Việt Nam phong tặng danh hiệu Nghệ sĩ ưu tú năm 1997, ông nghỉ hưu năm 2007. Phạm Nguyên Cẩn tham gia Liên hoan phim Việt Nam lần thứ 16 với vai trò ủy viên Ban Giám khảo hạng mục phim truyện video.
Ông đã hai lần đoạt giải họa sĩ thiết kế xuất sắc cho các phim: Chiếc vòng bạc tại Liên hoan phim Việt Nam lần thứ 6 và Chiếc chìa khóa vàng tại Liên hoan phim Việt Nam lần thứ 13. Cũng trong năm 2001, ông còn nhận được Giải thưởng Văn học Nguyễn Thông lần thứ 1.
Phạm Nguyên Cẩn qua đời ngày 16 tháng 11 năm 2012 tại bệnh viện Nhân dân Gia Định, thành phố Hồ Chí Minh.

## Tác phẩm

### Hội họa
- Dáng đứng Việt Nam
- Đội nữ pháo binh Long An

### Điện ảnh
| Năm  | Phim                           | Đạo diễn               | Ghi chú        | Chú thích   |
| ---- | ------------------------------ | ---------------------- | -------------- | ----------- |
| 1981 | Tiếng đàn                      | Bùi Sơn Duân (Lam Sơn) |                |             |
| 1981 | Con mèo nhung                  | Lê Dân                 |                |             |
| 1982 | Chiếc vòng bạc                 | Bùi Sơn Duân           |                |             |
| 1984 | Hoa cát                        | Lê Văn Duy             |                |             |
| 1985 | Lối rẽ trái trên con đường mòn | Huy Thành              |                |             |
| 1987 | Thành phố có người             | Huy Thành              |                |             |
| 1987 | Con gái ông thứ trưởng         | Lam Sơn và Xuân Cường  |                |             |
| 1988 | Gánh xiếc rong                 | Việt Linh              |                |             |
| 1989 | Có một tình yêu như thế        | Lê Hữu Lương           |                |             |
| 1990 | Phía sau cuộc chiến            | Huy Thành              |                |             |
| 1991 | Tây Sơn hiệp khách             | Lê Hoàng Hoa           |                |             |
| 1991 | Ngọc trản thần công            | Lê Công Thế            |                |             |
| 1991 | Lệnh truy nã                   | Lê Hoàng Hoa           |                |             |
| 1992 | Xác chết trên cao nguyên       | Lê Hoàng Hoa           |                |             |
| 1992 | Vĩnh biệt mùa hè               | Lê Hoàng Hoa           |                |             |
| 1992 | Lương tâm bé bỏng              | Lê Hoàng               |                |             |
| 1992 | Người tình                     | Jean-Jacques Annaud    | Phim Pháp      | [ 3 ] [ 5 ] |
| 1994 | Biệt ly trắng                  | Đào Bá Sơn             |                |             |
| 1994 | Chiếc mũ giấy                  |                        | phim Đức       | [ 2 ]       |
| 1996 | Ai xuôi vạn lý                 | Lê Hoàng               |                |             |
| 1997 | Hạ sĩ quan                     | Lê Dũng                | kiêm diễn viên |             |
| 1998 | Ngày bình yên                  |                        |                |             |
| 1999 | Chiếc chìa khóa vàng           | Lê Hoàng               |                |             |
| 2001 | Bến không chồng                | Lưu Trọng Ninh         |                |             |
| 2001 | Người Mỹ trầm lặng             | Phillip Noyce          | Phim Mỹ        | [ 3 ]       |
| 2003 | Gái nhảy                       | Lê Hoàng               |                |             |
|      | Lọ lem hè phố                  | Lê Hoàng               |                |             |
| 2004 | Tiếng dương cầm trong mưa      | Lê Hữu Lương           |                |             |
| 2004 | Lấy vợ Sài Gòn                 | Trương Dũng            |                |             |
| 2006 | Cú đấm                         | Phạm Ngọc Châu         |                |             |
| 2007 | Giá mua một thượng đế          | Hồ Ngọc Xum            |                |             |

### Phim video
| Năm  | Phim                  | Đạo diễn     | Ghi chú       | Chú thích   |
| ---- | --------------------- | ------------ | ------------- | ----------- |
| 1993 | Tình nhỏ làm sao quên | Lê Hoàng Hoa |               | [ 2 ]       |
| 1993 | Trên cả hận thù       | Lê Cung Bắc  |               | [ 2 ]       |
| 1993 | Băng qua bóng tối     | Lê Hoàng     |               | [ 2 ]       |
| 1993 | Tình người            |              |               | [ 2 ]       |
| 1999 | Khoảnh khắc lóe sáng  |              | Phim Nhật Bản | [ 2 ] [ 5 ] |
| 2005 | Bẫy tình              | Lê Cung Bắc  |               | [ 3 ]       |

### Phim truyền hình
| Năm  | Phim             | Đạo diễn   | Chú thích |
| ---- | ---------------- | ---------- | --------- |
| 2012 | Cao hơn bầu trời | Xuân Cường | [ 3 ]     |

## Giải thưởng
| Năm  | Sự kiện                                                  | Hạng mục                   | Tác phẩm             | Nguồn       |
| ---- | -------------------------------------------------------- | -------------------------- | -------------------- | ----------- |
| 1983 | Liên hoan phim Việt Nam lần thứ 6                        | Thiết kế mỹ thuật xuất sắc | Chiếc vòng bạc       | [ 1 ] [ 2 ] |
| 2001 | Liên hoan phim Việt Nam lần thứ 13                       | Thiết kế mỹ thuật xuất sắc | Chiếc chìa khóa vàng | [ 1 ] [ 2 ] |
| 2005 | Giải thưởng Văn học nghệ thuật Nguyễn Thông lần thứ nhất |                            | Ai xuôi Vạn Lý       | [ 6 ]       |